# Macaé
Macaé è un comune del Brasile nello Stato di Rio de Janeiro, parte della mesoregione del Norte Fluminense e della microregione di Macaé.
La sua popolazione è da sempre dedita alla pesca. La scoperta di giacimenti di petrolio al largo di Rio de Janeiro e la successiva scelta di installazione di una piattaforma logistica della Petrobras in periferia di città, ha consentito un boom economico di notevole portata, con benefici evidenti per l'economia. 

## Sport
Il Clube Desportivo Macaé Sports è la squadra di calcio a cinque della città.